# Springende helmkruidgalmug
De springende helmkruidgalmug (Contarinia scrophulariae) is een muggensoort uit de familie van de galmuggen (Cecidomyiidae). De wetenschappelijke naam van de soort is voor het eerst geldig gepubliceerd in 1896 door Kieffer.